# Anamera fulvescens
Anamera fulvescens är en skalbaggsart som beskrevs av Charles Joseph Gahan 1893. Anamera fulvescens ingår i släktet Anamera och familjen långhorningar. Inga underarter finns listade i Catalogue of Life.